# Campeonato de Invierno 2013 (Costa Rica)
El Campeonato de Invierno 2013 de la UNAFUT fue la edición 101 del campeonato de la Primera División de Costa Rica que se efectuó del 11 de agosto al 22 de diciembre, día en que se jugó el partido final. El campeonato fue patrocinado por la Junta de Protección Social.
El campeonato inició en agosto de 2013 por el Torneo de Copa 2013 que se realizó en el mes de julio.

## Formato
En este campeonato cada uno de los 12 equipos jugó 22 partidos: 2 juegos contra todos los equipos, uno en casa y otro de visitante, para un total de 22 fechas de temporada regular. Al finalizar la temporada regular, los equipos ubicados en los primeros 4 puestos clasificaron a la fase de semifinales, en la que se enfrentaron el 1° contra el 4° y el 2° contra el 3° en partidos de ida y vuelta, jugándose la vuelta en casa del equipo mejor clasificado. Los ganadores de las semifinales jugaron la final, de igual forma en partidos de ida y vuelta cerrando en casa del mejor clasificado, el ganador obtuvo un puesto en la Concacaf Liga Campeones 2014-15.

## Equipos participantes
| Provincia                                   | Club                      | Entrenador           | Ciudad              | Estadio               | Capacidad | Socio de TV | Marca ropa  |
| ------------------------------------------- | ------------------------- | -------------------- | ------------------- | --------------------- | --------- | ----------- | ----------- |
| San José                                    | Pérez Zeledón             | Luis Fernando Fallas | Pérez Zeledón       | Estadio Municipal     | 7.000     | Teletica    | Textiles JB |
| San José                                    | Saprissa                  | Ronald González      | San José            | Ricardo Saprissa      | 23.000    | Teletica    | Joma        |
| San José                                    | Uruguay de Coronado       | Carlos Watson        | Vázquez de Coronado | El Labrador           | 4.005     | Repretel    | Forza       |
| San José                                    | Universidad de Costa Rica | José Giaccone        | Sabanilla           | Estadio Ecológico     | 3.500     | Repretel    | Sportek     |
| Alajuela                                    | Alajuelense               | Óscar Ramírez        | Alajuela            | Alejandro Morera Soto | 19.000    | Repretel    | Puma        |
| Alajuela                                    | Carmelita                 | Guilherme Farinha    | El Carmén           | Alejandro Morera Soto | 19.000    | Extra TV 42 | Sportek     |
| Limón                                       | Limón FC                  | Randall Chacón       | Limón               | Juan Gobán            | 4500      | Repretel    | Joma        |
| Limón                                       | Santos de Guápiles        | Gustavo Martínez     | Guápiles            | Ebal Rodríguez        | 6.000     | Extra TV 42 | Sportek     |
| Heredia                                     | Herediano                 | Marvin Solano        | Heredia             | Rosabal Cordero       | 8.144     | Repretel    | Umbro       |
| Heredia                                     | Bélen Bridgestone FC      | Vinicio Alvarado     | Belén               | Rosabal Cordero       | 8.144     | Repretel    | Textiles JB |
| Cartago                                     | Cartaginés                | Javier Delgado Prado | Cartago             | Rafael "Fello" Meza   | 15.000    | Teletica    | Patrick     |
| Puntarenas                                  | Puntarenas FC             | Alfredo Contreras    | Puntarenas          | Miguel "Lito" Pérez   | 4500      | Teletica    | Joma        |
| Datos actualizados a: 8 de octubre de 2013. |                           |                      |                     |                       |           |             |             |

## Estadios Utilizados
| Foto de Estadio | Nombre de Estadio                           | Capacidad | Ubicación                          | Club                            |
| --------------- | ------------------------------------------- | --------- | ---------------------------------- | ------------------------------- |
|                 | Estadio Nacional de Costa Rica              | 35.000    | Sabana, San José                   | Varios                          |
|                 | Estadio Ricardo Saprissa Aymá               | 23.112    | San Juan de Tibás, San José        | Dep. Saprissa                   |
|                 | Estadio Alejandro Morera Soto               | 17.895    | Alajuela, Alajuela                 | L.D. Alajuelense A.D. Carmelita |
|                 | Estadio Eladio Rosabal Cordero              | 8.144     | Heredia, Ciudad de Heredia         | C.S. Herediano                  |
|                 | Estadio José Rafael "Fello" Meza Ivancovich | 15.000    | Cartago, Cartago                   | C.S. Cartaginés                 |
|                 | Estadio Miguel Ángel "Lito" Pérez           | 4500      | Puntarenas, Puntarenas             | Puntarenas F.C.                 |
|                 | Estadio Municipal Otto Ureña                | 7.000     | Pérez Zeledón, San José            | Pérez Zeledón                   |
|                 | Estadio El Labrador                         | 4.005     | Vázquez de Coronado, San José      | C.S. Uruguay de Coronado        |
| \|              | Estadio Juan Gobán                          | 4500      | Limón                              | Limón F.C.                      |
|                 | Estadio Ebal Rodríguez Aguilar              | 6.000     | Pococí, Limón                      | Santos de Guápiles              |
|                 | Polideportivo de Belén                      | 4.403     | Belén, Heredia                     | Belén FC                        |
|                 | Estadio Ecológico                           | 3.500     | Sabanilla, Montes de Oca, San José | Universidad de Costa Rica       |

## Clasificación de los Equipos
|  |     | Equipos                   |  | PJ | G  | E  | P  | GF | GC | Dif | Pts |
|  | --- | ------------------------- |  | -- | -- | -- | -- | -- | -- | --- | --- |
|  | 1.  | CS Herediano              |  | 22 | 15 | 4  | 3  | 49 | 23 | +26 | 49  |
|  | 2.  | LD Alajuelense            |  | 22 | 15 | 2  | 5  | 38 | 18 | +20 | 47  |
|  | 3.  | Dep. Saprissa             |  | 22 | 12 | 6  | 4  | 38 | 25 | +13 | 42  |
|  | 4.  | CS Cartaginés             |  | 22 | 7  | 11 | 4  | 24 | 23 | +1  | 32  |
|  | 5.  | Santos de Guápiles        |  | 22 | 7  | 6  | 9  | 32 | 32 | 0   | 27  |
|  | 6.  | Universidad de Costa Rica |  | 22 | 6  | 9  | 7  | 25 | 26 | -1  | 27  |
|  | 7.  | AD Carmelita              |  | 22 | 6  | 8  | 8  | 29 | 33 | -4  | 26  |
|  | 8.  | Puntarenas FC             |  | 22 | 6  | 7  | 9  | 21 | 29 | -8  | 25  |
|  | 9.  | Mun. Pérez Zeledón        |  | 22 | 6  | 5  | 11 | 32 | 43 | -11 | 23  |
|  | 10. | Uruguay de Coronado       |  | 22 | 4  | 9  | 9  | 23 | 30 | -7  | 21  |
|  | 11. | Limón FC                  |  | 22 | 5  | 5  | 12 | 23 | 39 | -16 | 20  |
|  | 12. | Belén FC                  |  | 22 | 3  | 8  | 11 | 23 | 36 | -13 | 17  |

|  |                       |
|  | Zona de Clasificación |

|  |                                |
|  | Descenso a la Segunda División |

### Evolución de la Clasificación
| Equipo / Jornada    | 01 | 02 | 03 | 04 | 05 | 06 | 07 | 08 | 09 | 10 | 11 | 12 | 13 | 14 | 15 | 16 | 17 | 18 | 19 | 20 | 21 | 22 |
| ------------------- | -- | -- | -- | -- | -- | -- | -- | -- | -- | -- | -- | -- | -- | -- | -- | -- | -- | -- | -- | -- | -- | -- |
| CS Herediano        | 6  | 3  | 4  | 3  | 3  | 3  | 6  | 3  | 3  | 3  | 3  | 2  | 2  | 1  | 2  | 2  | 2  | 1  | 2  | 1  | 1  | 1  |
| LD Alajuelense      | 9  | 9  | 10 | 11 | 9  | 4  | 2  | 2  | 2  | 2  | 2  | 3  | 3  | 2  | 3  | 3  | 3  | 3  | 3  | 2  | 2  | 2  |
| Dep. Saprissa       | 1  | 1  | 1  | 1  | 1  | 1  | 1  | 1  | 1  | 1  | 1  | 1  | 1  | 3  | 1  | 1  | 1  | 2  | 1  | 3  | 3  | 3  |
| CS Cartaginés       | 7  | 4  | 5  | 6  | 6  | 5  | 5  | 8  | 7  | 7  | 6  | 4  | 4  | 4  | 5  | 4  | 4  | 5  | 6  | 6  | 4  | 4  |
| Santos de Guápiles  | 2  | 2  | 2  | 5  | 5  | 9  | 9  | 9  | 10 | 9  | 8  | 9  | 9  | 10 | 9  | 10 | 11 | 9  | 10 | 9  | 7  | 5  |
| Univ. de Costa Rica | 8  | 8  | 6  | 7  | 7  | 7  | 3  | 4  | 6  | 5  | 4  | 5  | 7  | 8  | 8  | 8  | 6  | 4  | 4  | 4  | 5  | 6  |
| AD Carmelita        | 4  | 6  | 7  | 4  | 4  | 2  | 7  | 5  | 8  | 8  | 9  | 6  | 5  | 5  | 7  | 7  | 7  | 6  | 5  | 5  | 6  | 7  |
| Puntarenas FC       | 3  | 5  | 3  | 2  | 2  | 6  | 8  | 7  | 5  | 6  | 5  | 7  | 8  | 7  | 6  | 6  | 8  | 8  | 8  | 8  | 9  | 8  |
| Mun. Pérez Zeledón  | 10 | 10 | 9  | 10 | 8  | 8  | 4  | 6  | 4  | 4  | 7  | 8  | 6  | 6  | 4  | 5  | 5  | 7  | 7  | 7  | 8  | 9  |
| Uruguay de Coronado | 5  | 7  | 8  | 8  | 11 | 11 | 12 | 11 | 11 | 11 | 11 | 11 | 11 | 11 | 11 | 11 | 9  | 11 | 11 | 11 | 10 | 10 |
| Limón FC            | 12 | 12 | 12 | 12 | 12 | 12 | 10 | 10 | 9  | 10 | 10 | 10 | 10 | 9  | 10 | 9  | 10 | 10 | 9  | 10 | 11 | 11 |
| Belén FC            | 11 | 11 | 11 | 9  | 10 | 10 | 11 | 12 | 12 | 12 | 12 | 12 | 12 | 12 | 12 | 12 | 12 | 12 | 12 | 12 | 12 | 12 |

Última Actualización 24 de noviembre

## Jornadas
Resumen
| Local / Visita      | PZ    | SAP   | CSU   | UCR   | LDA   | ADC   | LFC   | SAN   | CSH   | BEL   | CSC   | PFC   |
| ------------------- | ----- | ----- | ----- | ----- | ----- | ----- | ----- | ----- | ----- | ----- | ----- | ----- |
| Pérez Zeledón       |       | 0 - 1 | 1 - 1 | 2 - 2 | 0 - 4 | 3 - 2 | 3 - 1 | 3 - 2 | 2 - 3 | 2 - 2 | 1 - 2 | 2 - 1 |
| Dep. Saprissa       | 4 - 2 |       | 4 - 1 | 3 - 1 | 4 - 4 | 3 - 1 | 5 - 1 | 2 - 0 | 1 - 0 | 2 - 0 | 1 - 1 | 2 - 1 |
| Uruguay de Coronado | 0 - 2 | 2 - 0 |       | 0 - 2 | 0 - 1 | 2 - 2 | 1 - 1 | 0 - 0 | 0 - 2 | 0 - 1 | 1 - 1 | 1 - 0 |
| U. de Costa Rica    | 1 - 2 | 0 - 0 | 2 - 1 |       | 0 - 1 | 0 - 0 | 4 - 1 | 1 - 3 | 1 - 1 | 1 - 1 | 1 - 2 | 3 - 0 |
| LD Alajuelense      | 3 - 1 | 3 - 0 | 2 - 1 | 2 - 0 |       | 1 - 2 | 2 - 0 | 2 - 1 | 1 - 0 | 1 - 0 | 4 - 0 | 0 - 1 |
| AD Carmelita        | 2 - 0 | 2 - 1 | 1 - 1 | 0 - 0 | 1 - 0 |       | 2 - 3 | 1 - 2 | 2 - 2 | 1 - 1 | 0 - 1 | 2 - 3 |
| Limón FC            | 3 - 1 | 1 - 2 | 2 - 1 | 1 - 2 | 2 - 2 | 1 - 2 |       | 1 - 1 | 1 - 2 | 1 - 0 | 0 - 0 | 0 - 1 |
| Santos de Guápiles  | 2 - 1 | 1 - 2 | 0 - 3 | 1 - 1 | 0 - 1 | 4 - 0 | 2 - 0 |       | 3 - 2 | 2 - 2 | 2 - 1 | 1 - 1 |
| CS Herediano        | 3 - 1 | 3 - 0 | 1 - 1 | 4 - 1 | 2 - 0 | 2 - 1 | 4 - 1 | 3 - 2 |       | 1 - 0 | 2 - 0 | 5 - 2 |
| Belén FC            | 2 - 2 | 1 - 1 | 2 - 2 | 0 - 1 | 1 - 2 | 1 - 3 | 0 - 2 | 2 - 1 | 1 - 4 |       | 2 - 2 | 3 - 0 |
| CS Cartaginés       | 2 - 1 | 0 - 0 | 2 - 2 | 0 - 0 | 0 - 1 | 1 - 1 | 2 - 0 | 2 - 2 | 1 - 1 | 2 - 0 |       | 1 - 1 |
| Puntarenas FC       | 0 - 0 | 0 - 0 | 1 - 2 | 1 - 1 | 2 - 1 | 1 - 1 | 0 - 0 | 1 - 0 | 1 - 2 | 3 - 1 | 0 - 1 |       |

|  |                |
|  | Victoria Local |

|  |        |
|  | Empate |

|  |                    |
|  | Victoria Visitante |

| Dep. Saprissa      | 4 - 2 | Mun. Pérez Zeledón        | 11 de agosto | Teletica   | Estadio Nacional        |
| Puntarenas FC      | 3 - 1 | Belén FC                  | 11 de agosto | Teletica   | Estadio "Lito" Pérez    |
| LD Alajuelense     | 1 - 2 | AD Carmelita              | 11 de agosto | Repretel   | Estadio Morera Soto     |
| Santos de Guápiles | 2 - 0 | Limón FC                  | 11 de agosto | ExtraTV 42 | Estadio Ebal Rodríguez  |
| CS Cartaginés      | 0 - 0 | Universidad de Costa Rica | 11 de agosto | Teletica   | Estadio "Fello" Meza    |
| CS Herediano       | 1 - 1 | Uruguay de Coronado       | 11 de agosto | Repretel   | Estadio Rosabal Cordero |

| AD Carmelita              | 0 - 1 | CS Cartaginés      | 17 de agosto | Extra TV 42 | Estadio Morera Soto            |
| Limón FC                  | 2 - 2 | LD Alajuelense     | 17 de agosto | Repretel    | Estadio Juan Gobán             |
| Puntarenas FC             | 1 - 2 | CS Herediano       | 18 de agosto | Teletica    | Estadio Lito Pérez             |
| Universidad de Costa Rica | 0 - 0 | Dep. Saprissa      | 18 de agosto | Repretel    | Estadio Coyella Fonseca        |
| Belén FC                  | 2 - 2 | Mun. Pérez Zeledón | 18 de agosto | Repretel    | Estadio Polideportivo de Belén |
| Uruguay de Coronado       | 0 - 0 | Santos de Guápiles | 18 de agosto | Repretel    | Estadio El Labrador            |

| Santos de Guápiles | 1 - 1 | Puntarenas FC             | 21 de agosto    | Extra TV 42     | Estadio Ebal Rodríguez  |
| Mun. Pérez Zeledón | 2 - 2 | Universidad de Costa Rica | 21 de agosto    | XperTV 33       | Estadio Municipal       |
| Dep. Saprissa      | 3 - 1 | AD Carmelita              | 21 de agosto    | Teletica        | Estadio Nacional        |
| CS Cartaginés      | 2 - 0 | Limón FC                  | 4 de septiembre | XPERTV Canal 33 | Estadio Fello Meza      |
| CS Herediano       | 1 - 0 | Belén FC                  | 4 de septiembre | Canal 4         | Estadio Rosabal Cordero |
| LD Alajuelense     | 2 - 1 | Uruguay de Coronado       | 5 de septiembre | Canal 6         | Estadio Morera Soto     |

| Puntarenas FC             | 2 - 1 | LD Alajuelense     | 24 de agosto | Teletica    | Estadio Lito Pérez      |
| Uruguay de Coronado       | 1 - 1 | CS Cartaginés      | 24 de agosto | Repretel    | Estadio El Labrador     |
| AD Carmelita              | 2 - 0 | Mun. Pérez Zeledón | 24 de agosto | Extra TV 42 | Estadio Morera Soto     |
| Limón FC                  | 1 - 2 | Dep. Saprissa      | 24 de agosto | Repretel    | Estadio Juan Gobán      |
| CS Herediano              | 3 - 2 | Santos de Guápiles | 24 de agosto | Repretel    | Estadio Rosabal Cordero |
| Universidad de Costa Rica | 1 - 1 | Belén FC           | 28 de agosto | No hubo     | Estadio Ecológico       |

| Dep. Saprissa             | 4 - 1 | Uruguay de Coronado | 1 de septiembre | Teletica    | Estadio Nacional       |
| Mun. Pérez Zeledón        | 3 - 1 | Limón FC            | 1 de septiembre | No hubo     | Estadio Municipal      |
| Santos de Guápiles        | 2 - 2 | Belén FC            | 1 de septiembre | Extra TV 42 | Estadio Ebal Rodríguez |
| CS Cartaginés             | 1 - 1 | Puntarenas FC       | 1 de septiembre | Teletica    | Estadio Fello Meza     |
| Universidad de Costa Rica | 0 - 0 | AD Carmelita        | 1 de septiembre | Repretel    | Estadio Ecológico      |
| LD Alajuelense            | 1 - 0 | CS Herediano        | 1 de septiembre | Repretel    | Estadio Morera Soto    |

| Puntarenas FC       | 0 - 0 | Dep. Saprissa             | 8 de septiembre | Teletica   | Estadio Lito Pérez             |
| Santos de Guápiles  | 0 - 1 | LD Alajuelense            | 8 de septiembre | ExtraTV 42 | Estadio Ebal Rodríguez         |
| Belén FC            | 1 - 3 | AD Carmelita              | 8 de septiembre | Repretel   | Estadio Polideportivo de Belén |
| Limón FC            | 1 - 2 | Universidad de Costa Rica | 8 de septiembre | Repretel   | Estadio Juan Gobán             |
| Uruguay de Coronado | 0 - 2 | Mun. Pérez Zeledón        | 8 de septiembre | Repretel   | Estadio El Labrador            |
| CS Herediano        | 2 - 0 | CS Cartaginés             | 9 de octubre    | Repretel   | Estadio Rosabal Cordero        |

| AD Carmelita              | 2 - 3 | Limón FC            | 11 de septiembre | ExtraTV 42 | Estadio Morera Soto |
| Mun. Pérez Zeledón        | 2 - 1 | Puntarenas FC       | 11 de septiembre | No hubo    | Estadio Municipal   |
| CS Cartaginés             | 2 - 2 | Santos de Guápiles  | 11 de septiembre | Teletica   | Estadio Fello Meza  |
| Universidad de Costa Rica | 2 - 1 | Uruguay de Coronado | 12 de septiembre | No hubo    | Estadio Ecológico   |
| LD Alajuelense            | 1 - 0 | Belén FC            | 12 de septiembre | Repretel   | Estadio Morera Soto |
| Dep. Saprissa             | 1 - 0 | CS Herediano        | 16 de octubre    | Teletica   | Estadio Nacional    |

| CS Herediano        | 3 - 1 | Mun. Pérez Zeledón        | 14 de septiembre | Repretel   | Estadio Rosabal Cordero        |
| Belén FC            | 0 - 2 | Limón FC                  | 15 de septiembre | Repretel   | Estadio Polideportivo de Belén |
| Puntarenas FC       | 1 - 1 | Universidad de Costa Rica | 15 de septiembre | Teletica   | Estadio Lito Pérez             |
| Uruguay de Coronado | 2 - 2 | AD Carmelita              | 15 de septiembre | Repretel   | Estadio El Labrador            |
| Santos de Guápiles  | 1 - 2 | Dep. Saprissa             | 16 de septiembre | ExtraTV 42 | Estadio Ebal Rodríguez         |
| LD Alajuelense      | 4 - 0 | CS Cartaginés             | 16 de septiembre | Repretel   | Estadio Morera Soto            |

| Universidad de Costa Rica | 1 - 1 | CS Herediano        | 21 de septiembre | Repretel   | Estadio Ecológico   |
| AD Carmelita              | 2 - 3 | Puntarenas FC       | 21 de septiembre | ExtraTV 42 | Estadio Morera Soto |
| Dep. Saprissa             | 4 - 4 | LD Alajuelense      | 22 de septiembre | Teletica   | Estadio Nacional    |
| Mun. Pérez Zeledón        | 3 - 2 | Santos de Guápiles  | 22 de septiembre | No hubo    | Estadio Municipal   |
| Limón FC                  | 2 - 1 | Uruguay de Coronado | 22 de septiembre | Repretel   | Estadio Juan Gobán  |
| CS Cartaginés             | 2 - 0 | Belén FC            | 22 de septiembre | Teletica   | Estadio Fello Meza  |

| AD Carmelita              | 1 - 2 | Santos de Guápiles | 24 de septiembre | ExtraTV 42 | Estadio Morera Soto     |
| Uruguay de Coronado       | 1 - 0 | Puntarenas FC      | 25 de septiembre | No hubo    | Estadio El Labrador     |
| Dep. Saprissa             | 2 - 0 | Belén FC           | 25 de septiembre | Teletica   | Estadio Rosabal Cordero |
| Limón FC                  | 1 - 2 | CS Herediano       | 26 de septiembre | Repretel   | Estadio Juan Gobán      |
| Universidad de Costa Rica | 0 - 1 | LD Alajuelense     | 10 de octubre    | Repretel   | Estadio Ecológico       |
| Mun. Pérez Zeledón        | 1 - 2 | CS Cartaginés      | 14 de noviembre  | XpertTV 33 | Estadio Coyella Fonseca |

| Santos de Guápiles | 1 - 1 | Universidad de Costa Rica | 28 de septiembre | ExtraTV 42 | Estadio Ebal Rodríguez         |
| Belén FC           | 2 - 2 | Uruguay de Coronado       | 29 de septiembre | Repretel   | Estadio Polideportivo de Belén |
| Puntarenas FC      | 0 - 0 | Limón FC                  | 29 de septiembre | Teletica   | Estadio Lito Pérez             |
| CS Herediano       | 2 - 1 | AD Carmelita              | 29 de septiembre | Repretel   | Estadio Rosabal Cordero        |
| LD Alajuelense     | 3 - 1 | Mun. Pérez Zeledón        | 29 de septiembre | Repretel   | Estadio Morera Soto            |
| CS Cartaginés      | 0 - 0 | Dep. Saprissa             | 29 de septiembre | Teletica   | Estadio Fello Meza             |

| Universidad de Costa Rica | 1 - 2 | CS Cartaginés      | 1 de octubre | Repretel   | Estadio Ecológico              |
| Belén FC                  | 3 - 0 | Puntarenas FC      | 2 de octubre | No hubo    | Estadio Polideportivo de Belén |
| Limón FC                  | 1 - 1 | Santos de Guápiles | 2 de octubre | No hubo    | Estadio Juan Gobán             |
| AD Carmelita              | 1 - 0 | LD Alajuelense     | 2 de octubre | ExtraTV 42 | Estadio Morera Soto            |
| Mun. Pérez Zeledón        | 0 - 1 | Dep. Saprissa      | 2 de octubre | Teletica   | Estadio Municipal              |
| Uruguay de Coronado       | 0 - 2 | CS Herediano       | 3 de octubre | Repretel   | Estadio El Labrador            |

| Mun. Pérez Zeledón | 2 - 2 | Belén FC                  | 6 de octubre | No hubo    | Estadio Municipal       |
| Dep. Saprissa      | 3 - 1 | Universidad de Costa Rica | 6 de octubre | Teletica   | Estadio Saprissa        |
| CS Cartaginés      | 1 - 1 | AD Carmelita              | 6 de octubre | Teletica   | Estadio Fello Meza      |
| LD Alajuelense     | 2 - 0 | Limón FC                  | 6 de octubre | Repretel   | Estadio Morera Soto     |
| Santos de Guápiles | 0 - 3 | Uruguay de Coronado       | 6 de octubre | ExtraTV 42 | Estadio Ebal Rodríguez  |
| CS Herediano       | 5 - 2 | Puntarenas FC             | 6 de octubre | Repretel   | Estadio Rosabal Cordero |

| Limón FC                  | 0 - 0 | CS Cartaginés      | 12 de octubre | Repretel   | Estadio Juan Gobán      |
| AD Carmelita              | 2 - 1 | Dep. Saprissa      | 13 de octubre | ExtraTV 42 | Estadio Morera Soto     |
| Universidad de Costa Rica | 1 - 2 | Mun. Pérez Zeledón | 13 de octubre | Repretel   | Estadio Ecológico       |
| Belén FC                  | 1 - 4 | CS Herediano       | 13 de octubre | Repretel   | Estadio Rosabal Cordero |
| Puntarenas FC             | 1 - 0 | Santos de Guápiles | 13 de octubre | Teletica   | Estadio Lito Pérez      |
| Uruguay de Coronado       | 0 - 1 | LD Alajuelense     | 13 de octubre | Repretel   | Estadio El Labrador     |

| LD Alajuelense     | 0 - 1 | Puntarenas FC             | 17 de octubre | Repretel   | Estadio Morera Soto            |
| Santos de Guápiles | 3 - 2 | CS Herediano              | 19 de octubre | ExtraTV 42 | Estadio Ebal Rodríguez         |
| Mun. Pérez Zeledón | 3 - 2 | AD Carmelita              | 20 de octubre | No hubo    | Estadio Municipal              |
| Dep. Saprissa      | 5 - 1 | Limón FC                  | 20 de octubre | Teletica   | Estadio Saprissa               |
| Belén FC           | 0 - 1 | Universidad de Costa Rica | 20 de octubre | Repretel   | Estadio Polideportivo de Belén |
| CS Cartaginés      | 2 - 2 | Uruguay de Coronado       | 20 de octubre | Teletica   | Estadio Fello Meza             |

| Belén FC            | 2 - 1 | Santos de Guápiles        | 23 de octubre | Repretel   | Estadio Rosabal Cordero |
| Puntarenas FC       | 0 - 1 | CS Cartaginés             | 23 de octubre | Teletica   | Estadio Lito Pérez      |
| Uruguay de Coronado | 2 - 0 | Dep. Saprissa             | 23 de octubre | Repretel   | Estadio El Labrador     |
| AD Carmelita        | 0 - 0 | Universidad de Costa Rica | 23 de octubre | ExtraTV 42 | Estadio Morera Soto     |
| Limón FC            | 3 - 1 | Mun. Pérez Zeledón        | 24 de octubre | Repretel   | Estadio Juan Gobán      |
| CS Herediano        | 2 - 0 | LD Alajuelense            | 30 de octubre | Repretel   | Estadio Rosabal Cordero |

| Dep. Saprissa             | 2 - 1 | Puntarenas FC       | 26 de octubre | Teletica   | Estadio Saprissa    |
| LD Alajuelense            | 2 - 1 | Santos de Guápiles  | 26 de octubre | Repretel   | Estadio Morera Soto |
| CS Cartaginés             | 1 - 1 | CS Herediano        | 27 de octubre | Teletica   | Estadio Fello Meza  |
| Mun. Pérez Zeledón        | 1 - 1 | Uruguay de Coronado | 27 de octubre | No hubo    | Estadio Municipal   |
| AD Carmelita              | 1 - 1 | Belén FC            | 27 de octubre | ExtraTV 42 | Estadio Morera Soto |
| Universidad de Costa Rica | 4 - 1 | Limón FC            | 27 de octubre | Repretel   | Estadio Ecológico   |

| Santos de Guápiles  | 2 - 1 | CS Cartaginés             | 2 de noviembre | ExtraTV 42 | Estadio Ebal Rodríguez  |
| CS Herediano        | 3 - 0 | Dep. Saprissa             | 2 de noviembre | Repretel   | Estadio Rosabal Cordero |
| Puntarenas FC       | 0 - 0 | Mun. Pérez Zeledón        | 3 de noviembre | Teletica   | Estadio Lito Pérez      |
| Uruguay de Coronado | 0 - 2 | Universidad de Costa Rica | 3 de noviembre | Repretel   | Estadio El Labrador     |
| Limón FC            | 1 - 2 | AD Carmelita              | 3 de noviembre | Repretel   | Estadio Juan Gobán      |
| Belén FC            | 1 - 2 | LD Alajuelense            | 3 de noviembre | Repretel   | Estadio Rosabal Cordero |

| Limón FC                  | 1 - 0 | Belén FC            | 6 de noviembre  | Repretel   | Estadio Juan Gobán          |
| AD Carmelita              | 1 - 1 | Uruguay de Coronado | 6 de noviembre  | ExtraTV 42 | Estadio Morera Soto         |
| Dep. Saprissa             | 2 - 0 | Santos de Guápiles  | 6 de noviembre  | Teletica   | Estadio Saprissa            |
| CS Cartaginés             | 0 - 1 | LD Alajuelense      | 7 de noviembre  | Teletica   | Estadio Fello Meza          |
| Universidad de Costa Rica | 3 - 0 | Puntarenas FC       | 7 de noviembre  | Repretel   | Estadio Municipal Rohrmoser |
| Mun. Pérez Zeledón        | 2 - 3 | CS Herediano        | 20 de noviembre | Teletica   | Estadio Municipal           |

| CS Herediano        | 4 - 1 | Universidad de Costa Rica | 9 de noviembre  | Repretel   | Estadio Rosabal Cordero        |
| LD Alajuelense      | 3 - 0 | Dep. Saprissa             | 10 de noviembre | Repretel   | Estadio Morera Soto            |
| Puntarenas FC       | 1 - 1 | AD Carmelita              | 10 de noviembre | XpertTV 33 | Estadio Lito Pérez             |
| Uruguay de Coronado | 1 - 1 | Limón FC                  | 10 de noviembre | Repretel   | Estadio El Labrador            |
| Santos de Guápiles  | 2 - 1 | Mun. Pérez Zeldón         | 10 de noviembre | ExtraTV 42 | Estadio Ebal Rodríguez         |
| Belén FC            | 2 - 2 | CS Cartaginés             | 10 de noviembre | Repretel   | Estadio Polideportivo de Belén |

| LD Alajuelense     | 2 - 0 | Universidad de Costa Rica | 16 de noviembre | Repretel   | Estadio Morera Soto     |
| CS Herediano       | 4 - 1 | Limón FC                  | 17 de noviembre | Repretel   | Estadio Rosabal Cordero |
| CS Cartaginés      | 2 - 1 | Mun. Pérez Zeledón        | 17 de noviembre | Teletica   | Estadio Fello Meza      |
| Santos de Guápiles | 4 - 0 | AD Carmelita              | 17 de noviembre | ExtraTV 42 | Estadio Ebal Rodríguez  |
| Puntarenas FC      | 1 - 2 | Uruguay de Coronado       | 17 de noviembre | Teletica   | Estadio Lito Pérez      |
| Belén FC           | 1 - 1 | Dep. Saprissa             | 17 de noviembre | Repretel   | Estadio Rosabal Cordero |

| Uruguay de Coronado       | 0 - 1 | Belén FC           | 24 de noviembre | Repretel   | Estadio El Labrador |
| Limón FC                  | 0 - 1 | Puntarenas FC      | 24 de noviembre | No hubo    | Estadio Juan Gobán  |
| AD Carmelita              | 2 - 2 | CS Herediano       | 24 de noviembre | ExtraTV 42 | Estadio Morera Soto |
| Universidad de Costa Rica | 1 - 3 | Santos de Guápiles | 24 de noviembre | Repretel   | Estadio Ecológico   |
| Mun. Pérez Zeledón        | 0 - 4 | LD Alajuelense     | 24 de noviembre | XpertTV    | Estadio Municipal   |
| Dep. Saprissa             | 1 - 1 | CS Cartaginés      | 24 de noviembre | Teletica   | Estadio Saprissa    |

## Fase Final
|  | Semifinales 1 y 8 de diciembre | Semifinales 1 y 8 de diciembre | Semifinales 1 y 8 de diciembre | Semifinales 1 y 8 de diciembre | Semifinales 1 y 8 de diciembre |       |   | Final 15 y 22 de diciembre | Final 15 y 22 de diciembre | Final 15 y 22 de diciembre | Final 15 y 22 de diciembre | Final 15 y 22 de diciembre |
|  |                                |                                |                                |                                |                                |       |   |                            |                            |                            |                            |                            |
|  | 1                              | Herediano                      | 2                              | 3                              | 5                              |       |   |                            |                            |                            |                            |                            |
|  | 4                              | CS Cartaginés                  | 0                              | 0                              | 0                              |       |   |                            |                            |                            |                            |                            |
|  | 4                              | CS Cartaginés                  | 0                              | 0                              | 0                              |       |   | Herediano                  | 0                          | 0                          | 0 (3)                      |                            |
|  |                                |                                |                                |                                |                                |       |   | Herediano                  | 0                          | 0                          | 0 (3)                      |                            |
|  |                                |                                | LD Alajuelense                 | 0                              | 0                              | 0 (5) |   |                            |                            |                            |                            |                            |
|  | 2                              | LD Alajuelense                 | LD Alajuelense                 | 0                              | 0                              | 0 (5) | 0 | 1                          | 1*                         |                            |                            |                            |
|  | 2                              | LD Alajuelense                 |                                |                                |                                |       | 0 | 1                          | 1*                         |                            |                            |                            |
|  | 3                              | Deportivo Saprissa             | 1                              | 0                              | 1                              |       |   |                            |                            |                            |                            |                            |

| Campeón Liga Deportiva Alajuelense Campeonato #29 |

Planilla del Campeón: Patrick Pemberton, Alfonso Quesada, Dexter Lewis, Johnny Acosta, Kenner Gutiérrez, Porfirio López, José Salvatierra, Elías Palma, Jean Carlo Agüero, Steve Garita, Juan Pablo Vargas, Ariel Soto, Maurim Vieira de Souza, Juan Gabriel Guzmán, Kevin Sancho, Luis Miguel Valle, Jorge Davis, Allen Guevara, Cristian Oviedo, Ariel Rodríguez, Camilo Aguirre, Kenneth García, Ronald Matarrita, Álvaro Sánchez, Armando Alonso, Alejandro Aguilar, Alejando Alpízar, José Guillermo Ortiz, Johan Venegas y Jerry Palacios.

#### Final - Ida
| 1     | POR   | Patrick Pemberton |     |
| 12    | DEF   | Johnny Acosta     |     |
| 3     | DEF   | Porfirio López    |     |
| 17    | DEF   | Kevin Sancho      |     |
| 24    | DEF   | Ariel Soto        | 69' |
| 13    | MED   | Luis Miguel Valle |     |
| 8     | MED   | Armando Alonso    | 77' |
| 27    | MED   | Johan Venegas     |     |
| 26    | MED   | Ariel Rodríguez   |     |
| 7     | DEL   | Alejandro Alpízar | 68' |
| 9     | DEL   | Jerry Palacios    |     |
| D. T. | D. T. | Óscar Ramírez     |     |

| 1     | POR   | Leonel Moreira         |     |
| 21    | DEF   | Pablo Salazar          |     |
| 4     | DEF   | Cristian Montero       |     |
| 90    | DEF   | Waylon Francis         |     |
| 18    | DEF   | Dave Myrie             |     |
| 14    | MED   | José Miguel Cubero     |     |
| 5     | MED   | Óscar Esteban Granados | 45' |
| 10    | MED   | Yosimar Arias          |     |
| 27    | MED   | Leandrinho             | 62' |
| 77    | DEL   | Verny Scott            |     |
| 9     | DEL   | Minor Díaz             | 80' |
| D. T. | D. T. | Marvin Solano          |     |

| 21 | Delantero      | José Guillermo Ortiz | 68' |
| 4  | Defensa        | Kenner Gutiérrez     | 69' |
| 10 | Centrocampista | Álvaro Sánchez       | 77' |

| 12 | Defensa   | Keylor Soto   | 45' |
| 24 | Delantero | Anllel Porras | 62' |
| 99 | Delantero | Olman Vargas  | 80' |

| 10' · 73' | Alejandro Alpízar Ariel Rodríguez |

| 52' · 60' · 71' · 90' | Dave Myrie Waylon Francis Minor Díaz José Miguel Cubero |

| Principal  | Hugo Cruz       |
| Asistentes | Leonel Leal     |
|            | Cristian Foster |
| Cuarto     | Jeffry Solís    |

|                    |   | [[Archivo:\|border\|30px]] |
| Tiros              | - | -                          |
| Tiros a puerta     | - | -                          |
| Faltas             | - | -                          |
| Saques de esquina  | - | -                          |
| Penaltis           | - | -                          |
| Fueras de juego    | - | -                          |
| Posesión del balón | % | %                          |

| Alineación inicial |

| 1     | POR   | Patrick Pemberton |     |
| 12    | DEF   | Johnny Acosta     |     |
| 3     | DEF   | Porfirio López    |     |
| 17    | DEF   | Kevin Sancho      |     |
| 24    | DEF   | Ariel Soto        | 69' |
| 13    | MED   | Luis Miguel Valle |     |
| 8     | MED   | Armando Alonso    | 77' |
| 27    | MED   | Johan Venegas     |     |
| 26    | MED   | Ariel Rodríguez   |     |
| 7     | DEL   | Alejandro Alpízar | 68' |
| 9     | DEL   | Jerry Palacios    |     |
| D. T. | D. T. | Óscar Ramírez     |     |

| 1     | POR   | Leonel Moreira         |     |
| 21    | DEF   | Pablo Salazar          |     |
| 4     | DEF   | Cristian Montero       |     |
| 90    | DEF   | Waylon Francis         |     |
| 18    | DEF   | Dave Myrie             |     |
| 14    | MED   | José Miguel Cubero     |     |
| 5     | MED   | Óscar Esteban Granados | 45' |
| 10    | MED   | Yosimar Arias          |     |
| 27    | MED   | Leandrinho             | 62' |
| 77    | DEL   | Verny Scott            |     |
| 9     | DEL   | Minor Díaz             | 80' |
| D. T. | D. T. | Marvin Solano          |     |

| 21 | Delantero      | José Guillermo Ortiz | 68' |
| 4  | Defensa        | Kenner Gutiérrez     | 69' |
| 10 | Centrocampista | Álvaro Sánchez       | 77' |

| 12 | Defensa   | Keylor Soto   | 45' |
| 24 | Delantero | Anllel Porras | 62' |
| 99 | Delantero | Olman Vargas  | 80' |

| 10' · 73' | Alejandro Alpízar Ariel Rodríguez |

| 52' · 60' · 71' · 90' | Dave Myrie Waylon Francis Minor Díaz José Miguel Cubero |

| Principal  | Hugo Cruz       |
| Asistentes | Leonel Leal     |
|            | Cristian Foster |
| Cuarto     | Jeffry Solís    |

|                    |   | [[Archivo:\|border\|30px]] |
| Tiros              | - | -                          |
| Tiros a puerta     | - | -                          |
| Faltas             | - | -                          |
| Saques de esquina  | - | -                          |
| Penaltis           | - | -                          |
| Fueras de juego    | - | -                          |
| Posesión del balón | % | %                          |

| Alineación inicial |

| 1     | POR   | Patrick Pemberton |     |
| 12    | DEF   | Johnny Acosta     |     |
| 3     | DEF   | Porfirio López    |     |
| 17    | DEF   | Kevin Sancho      |     |
| 24    | DEF   | Ariel Soto        | 69' |
| 13    | MED   | Luis Miguel Valle |     |
| 8     | MED   | Armando Alonso    | 77' |
| 27    | MED   | Johan Venegas     |     |
| 26    | MED   | Ariel Rodríguez   |     |
| 7     | DEL   | Alejandro Alpízar | 68' |
| 9     | DEL   | Jerry Palacios    |     |
| D. T. | D. T. | Óscar Ramírez     |     |

| 1     | POR   | Leonel Moreira         |     |
| 21    | DEF   | Pablo Salazar          |     |
| 4     | DEF   | Cristian Montero       |     |
| 90    | DEF   | Waylon Francis         |     |
| 18    | DEF   | Dave Myrie             |     |
| 14    | MED   | José Miguel Cubero     |     |
| 5     | MED   | Óscar Esteban Granados | 45' |
| 10    | MED   | Yosimar Arias          |     |
| 27    | MED   | Leandrinho             | 62' |
| 77    | DEL   | Verny Scott            |     |
| 9     | DEL   | Minor Díaz             | 80' |
| D. T. | D. T. | Marvin Solano          |     |

| 21 | Delantero      | José Guillermo Ortiz | 68' |
| 4  | Defensa        | Kenner Gutiérrez     | 69' |
| 10 | Centrocampista | Álvaro Sánchez       | 77' |

| 12 | Defensa   | Keylor Soto   | 45' |
| 24 | Delantero | Anllel Porras | 62' |
| 99 | Delantero | Olman Vargas  | 80' |

| 10' · 73' | Alejandro Alpízar Ariel Rodríguez |

| 52' · 60' · 71' · 90' | Dave Myrie Waylon Francis Minor Díaz José Miguel Cubero |

| Principal  | Hugo Cruz       |
| Asistentes | Leonel Leal     |
|            | Cristian Foster |
| Cuarto     | Jeffry Solís    |

|                    |   | [[Archivo:\|border\|30px]] |
| Tiros              | - | -                          |
| Tiros a puerta     | - | -                          |
| Faltas             | - | -                          |
| Saques de esquina  | - | -                          |
| Penaltis           | - | -                          |
| Fueras de juego    | - | -                          |
| Posesión del balón | % | %                          |

| Alineación inicial |

| 1     | POR   | Patrick Pemberton |     |
| 12    | DEF   | Johnny Acosta     |     |
| 3     | DEF   | Porfirio López    |     |
| 17    | DEF   | Kevin Sancho      |     |
| 24    | DEF   | Ariel Soto        | 69' |
| 13    | MED   | Luis Miguel Valle |     |
| 8     | MED   | Armando Alonso    | 77' |
| 27    | MED   | Johan Venegas     |     |
| 26    | MED   | Ariel Rodríguez   |     |
| 7     | DEL   | Alejandro Alpízar | 68' |
| 9     | DEL   | Jerry Palacios    |     |
| D. T. | D. T. | Óscar Ramírez     |     |

| 1     | POR   | Leonel Moreira         |     |
| 21    | DEF   | Pablo Salazar          |     |
| 4     | DEF   | Cristian Montero       |     |
| 90    | DEF   | Waylon Francis         |     |
| 18    | DEF   | Dave Myrie             |     |
| 14    | MED   | José Miguel Cubero     |     |
| 5     | MED   | Óscar Esteban Granados | 45' |
| 10    | MED   | Yosimar Arias          |     |
| 27    | MED   | Leandrinho             | 62' |
| 77    | DEL   | Verny Scott            |     |
| 9     | DEL   | Minor Díaz             | 80' |
| D. T. | D. T. | Marvin Solano          |     |

| 21 | Delantero      | José Guillermo Ortiz | 68' |
| 4  | Defensa        | Kenner Gutiérrez     | 69' |
| 10 | Centrocampista | Álvaro Sánchez       | 77' |

| 12 | Defensa   | Keylor Soto   | 45' |
| 24 | Delantero | Anllel Porras | 62' |
| 99 | Delantero | Olman Vargas  | 80' |

| 10' · 73' | Alejandro Alpízar Ariel Rodríguez |

| 52' · 60' · 71' · 90' | Dave Myrie Waylon Francis Minor Díaz José Miguel Cubero |

| Principal  | Hugo Cruz       |
| Asistentes | Leonel Leal     |
|            | Cristian Foster |
| Cuarto     | Jeffry Solís    |

|                    |   | [[Archivo:\|border\|30px]] |
| Tiros              | - | -                          |
| Tiros a puerta     | - | -                          |
| Faltas             | - | -                          |
| Saques de esquina  | - | -                          |
| Penaltis           | - | -                          |
| Fueras de juego    | - | -                          |
| Posesión del balón | % | %                          |

| Alineación inicial |

#### Final - Vuelta
| 1     | POR   | Leonel Moreira         |     |
| 21    | DEF   | Pablo Salazar          |     |
| 4     | DEF   | Cristian Montero       | 90' |
| 90    | DEF   | Waylon Francis         |     |
| 18    | DEF   | Dave Myrie             |     |
| 14    | MED   | José Miguel Cubero     |     |
| 5     | MED   | Óscar Esteban Granados |     |
| 10    | MED   | Yosimar Arias          |     |
| 24    | MED   | Anllel Porras          | 73' |
| 77    | DEL   | Verny Scott            |     |
| 9     | DEL   | Minor Díaz             | 60' |
| D. T. | D. T. | Marvin Solano          |     |

| 1     | POR   | Patrick Pemberton   |      |
| 12    | DEF   | Johnny Acosta       |      |
| 3     | DEF   | Porfirio López      |      |
| 17    | DEF   | Kevin Sancho        |      |
| 24    | DEF   | Ariel Soto          |      |
| 13    | MED   | Luis Miguel Valle   | 117' |
| 28    | MED   | Juan Gabriel Guzmán |      |
| 27    | MED   | Johan Venegas       | 102' |
| 10    | MED   | Álvaro Sánchez      | 70'  |
| 8     | DEL   | Armando Alonso      |      |
| 9     | DEL   | Jerry Palacios      |      |
| D. T. | D. T. | Óscar Ramírez       |      |

| 70 | Delantero | Leandrinho   | 60' |
| 99 | Delantero | Olman Vargas | 73' |
| 12 | Defensa   | Keylor Soto  | 90' |

| 30 | Delantero      | Camilo Aguirre  | 70'  |
| 29 | Centrocampista | Jorge Davies    | 102' |
| 5  | Defensa        | Cristian Oviedo | 117' |

| 59' · 80' | Minor Díaz Verny Scott |

| 26' · 43' · 115' | Jerry Palacios Johan Venegas Camilo Aguirre |

| Principal | Walter Quesada |

|                    | [[Archivo:\|border\|30px]] |   |
| Tiros              | -                          | - |
| Tiros a puerta     | -                          | - |
| Faltas             | -                          | - |
| Saques de esquina  | -                          | - |
| Penaltis           | -                          | - |
| Fueras de juego    | -                          | - |
| Posesión del balón | %                          | % |

| Alineación inicial |

| 1     | POR   | Leonel Moreira         |     |
| 21    | DEF   | Pablo Salazar          |     |
| 4     | DEF   | Cristian Montero       | 90' |
| 90    | DEF   | Waylon Francis         |     |
| 18    | DEF   | Dave Myrie             |     |
| 14    | MED   | José Miguel Cubero     |     |
| 5     | MED   | Óscar Esteban Granados |     |
| 10    | MED   | Yosimar Arias          |     |
| 24    | MED   | Anllel Porras          | 73' |
| 77    | DEL   | Verny Scott            |     |
| 9     | DEL   | Minor Díaz             | 60' |
| D. T. | D. T. | Marvin Solano          |     |

| 1     | POR   | Patrick Pemberton   |      |
| 12    | DEF   | Johnny Acosta       |      |
| 3     | DEF   | Porfirio López      |      |
| 17    | DEF   | Kevin Sancho        |      |
| 24    | DEF   | Ariel Soto          |      |
| 13    | MED   | Luis Miguel Valle   | 117' |
| 28    | MED   | Juan Gabriel Guzmán |      |
| 27    | MED   | Johan Venegas       | 102' |
| 10    | MED   | Álvaro Sánchez      | 70'  |
| 8     | DEL   | Armando Alonso      |      |
| 9     | DEL   | Jerry Palacios      |      |
| D. T. | D. T. | Óscar Ramírez       |      |

| 70 | Delantero | Leandrinho   | 60' |
| 99 | Delantero | Olman Vargas | 73' |
| 12 | Defensa   | Keylor Soto  | 90' |

| 30 | Delantero      | Camilo Aguirre  | 70'  |
| 29 | Centrocampista | Jorge Davies    | 102' |
| 5  | Defensa        | Cristian Oviedo | 117' |

| 59' · 80' | Minor Díaz Verny Scott |

| 26' · 43' · 115' | Jerry Palacios Johan Venegas Camilo Aguirre |

| Principal | Walter Quesada |

|                    | [[Archivo:\|border\|30px]] |   |
| Tiros              | -                          | - |
| Tiros a puerta     | -                          | - |
| Faltas             | -                          | - |
| Saques de esquina  | -                          | - |
| Penaltis           | -                          | - |
| Fueras de juego    | -                          | - |
| Posesión del balón | %                          | % |

| Alineación inicial |

| 1     | POR   | Leonel Moreira         |     |
| 21    | DEF   | Pablo Salazar          |     |
| 4     | DEF   | Cristian Montero       | 90' |
| 90    | DEF   | Waylon Francis         |     |
| 18    | DEF   | Dave Myrie             |     |
| 14    | MED   | José Miguel Cubero     |     |
| 5     | MED   | Óscar Esteban Granados |     |
| 10    | MED   | Yosimar Arias          |     |
| 24    | MED   | Anllel Porras          | 73' |
| 77    | DEL   | Verny Scott            |     |
| 9     | DEL   | Minor Díaz             | 60' |
| D. T. | D. T. | Marvin Solano          |     |

| 1     | POR   | Patrick Pemberton   |      |
| 12    | DEF   | Johnny Acosta       |      |
| 3     | DEF   | Porfirio López      |      |
| 17    | DEF   | Kevin Sancho        |      |
| 24    | DEF   | Ariel Soto          |      |
| 13    | MED   | Luis Miguel Valle   | 117' |
| 28    | MED   | Juan Gabriel Guzmán |      |
| 27    | MED   | Johan Venegas       | 102' |
| 10    | MED   | Álvaro Sánchez      | 70'  |
| 8     | DEL   | Armando Alonso      |      |
| 9     | DEL   | Jerry Palacios      |      |
| D. T. | D. T. | Óscar Ramírez       |      |

| 70 | Delantero | Leandrinho   | 60' |
| 99 | Delantero | Olman Vargas | 73' |
| 12 | Defensa   | Keylor Soto  | 90' |

| 30 | Delantero      | Camilo Aguirre  | 70'  |
| 29 | Centrocampista | Jorge Davies    | 102' |
| 5  | Defensa        | Cristian Oviedo | 117' |

| 59' · 80' | Minor Díaz Verny Scott |

| 26' · 43' · 115' | Jerry Palacios Johan Venegas Camilo Aguirre |

| Principal | Walter Quesada |

|                    | [[Archivo:\|border\|30px]] |   |
| Tiros              | -                          | - |
| Tiros a puerta     | -                          | - |
| Faltas             | -                          | - |
| Saques de esquina  | -                          | - |
| Penaltis           | -                          | - |
| Fueras de juego    | -                          | - |
| Posesión del balón | %                          | % |

| Alineación inicial |

| 1     | POR   | Leonel Moreira         |     |
| 21    | DEF   | Pablo Salazar          |     |
| 4     | DEF   | Cristian Montero       | 90' |
| 90    | DEF   | Waylon Francis         |     |
| 18    | DEF   | Dave Myrie             |     |
| 14    | MED   | José Miguel Cubero     |     |
| 5     | MED   | Óscar Esteban Granados |     |
| 10    | MED   | Yosimar Arias          |     |
| 24    | MED   | Anllel Porras          | 73' |
| 77    | DEL   | Verny Scott            |     |
| 9     | DEL   | Minor Díaz             | 60' |
| D. T. | D. T. | Marvin Solano          |     |

| 1     | POR   | Patrick Pemberton   |      |
| 12    | DEF   | Johnny Acosta       |      |
| 3     | DEF   | Porfirio López      |      |
| 17    | DEF   | Kevin Sancho        |      |
| 24    | DEF   | Ariel Soto          |      |
| 13    | MED   | Luis Miguel Valle   | 117' |
| 28    | MED   | Juan Gabriel Guzmán |      |
| 27    | MED   | Johan Venegas       | 102' |
| 10    | MED   | Álvaro Sánchez      | 70'  |
| 8     | DEL   | Armando Alonso      |      |
| 9     | DEL   | Jerry Palacios      |      |
| D. T. | D. T. | Óscar Ramírez       |      |

| 70 | Delantero | Leandrinho   | 60' |
| 99 | Delantero | Olman Vargas | 73' |
| 12 | Defensa   | Keylor Soto  | 90' |

| 30 | Delantero      | Camilo Aguirre  | 70'  |
| 29 | Centrocampista | Jorge Davies    | 102' |
| 5  | Defensa        | Cristian Oviedo | 117' |

| 59' · 80' | Minor Díaz Verny Scott |

| 26' · 43' · 115' | Jerry Palacios Johan Venegas Camilo Aguirre |

| Principal | Walter Quesada |

|                    | [[Archivo:\|border\|30px]] |   |
| Tiros              | -                          | - |
| Tiros a puerta     | -                          | - |
| Faltas             | -                          | - |
| Saques de esquina  | -                          | - |
| Penaltis           | -                          | - |
| Fueras de juego    | -                          | - |
| Posesión del balón | %                          | % |

| Alineación inicial |

## Tabla de Goleadores
Goles Anotados.

| Cristhian Lagos                     | Santos        | 13 |
| Víctor Núñez                        | Herediano     | 11 |
| Carlos Clark                        | Carmelita     | 10 |
| Brunet Hay                          | Pérez Zeledón | 10 |
| Daniel Quirós                       | Puntarenas FC | 8  |
| Actualizada: 1 de diciembre de 2013 |               |    |

## Control de Tarjetas
Tarjeta Amarilla.

 Tarjeta Roja
| Santos de Guápiles                | 9 | 0 |
| C.S. Herediano                    | 7 | 0 |
| Puntarenas FC                     | 6 | 1 |
| C.S. Cartaginés                   | 5 | 1 |
| Limón FC                          | 5 | 0 |
| Uruguay de Coronado               | 5 | 0 |
| Actualizada: 11 de agosto de 2013 |   |   |